# Jasmund
Jasmund er en halvø i den nordøstlige del af Rügen, i den sydlige del af Østersøen, og i det nordøstlige hjørne af det tyske forbundsstat Mecklenburg-Vorpommern. Den er forbundet med den mindre halvø Wittow og det centrale Muttland gennem de smalle næs, hhv. Schaabe og Schmale Heide. Sassnitz, Sassnitz færgehavn og Sagard befinder sig på Jasmund. Jasmund er kendt for sine høje kalkstensklipper, som udgør en del af Nationalpark Jasmund.
Halvøen Jasmund var efter Trediveårskrigen i den svenske general Carl Gustav Wrangels besiddelse, dernæst greveslægten De la Gardie, der solgte halvøen til fyrst Wilhelm af Putbus.

## Externa länkar
- Wikimedia Commons har flere filer relateret til Jasmund
- Nationalpark Jasmund Arkiveret 10. juli 2013 hos  Wayback Machine (tysk)

54°32′N 13°35′Ø / 54.533°N 13.583°Ø